# Gerrit Noordzij
Gerrit Noordzij (Rotterdam, 2 april 1931 – Meppel, 17 maart 2022) was een Nederlands typograaf en letterontwerper.

## Loopbaan

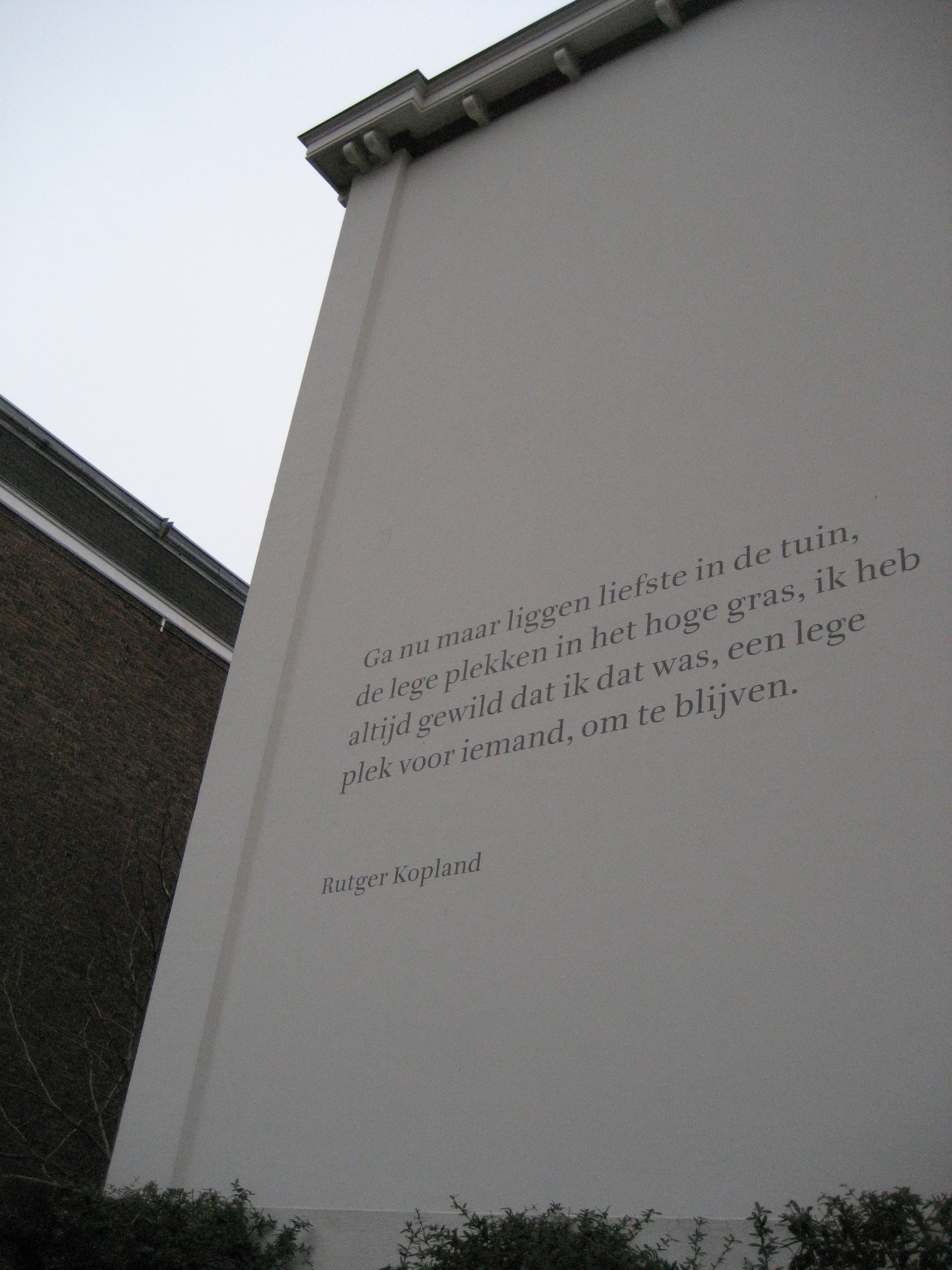
Muurgedicht van Kopland in Den Haag. Letter: Ruse van Gerrit Noordzij

Hij begon zijn loopbaan als grafisch ontwerper en als boekbindersleerling. Hij ontwierp boeken voor tientallen uitgeverijen, sinds 1978 voornamelijk voor Uitgeverij Van Oorschot. Verder heeft hij de acte van troonsafstand door Koningin Juliana en de trouwacte voor prinses Beatrix ontworpen, talloze affiches, postzegels en munten en maakte hij tekeningen, houtgravures, kopergravures, inscripties in steen en glas. Hij schreef computerprogramma’s (voor Canon) en verschillende boeken over zijn vak. Noordzij schreef en redigeerde het Engelstalige tijdschrift Letterletter van de Association Typographique Internationale.
Van 1960 tot 1990 was Gerrit Noordzij docent letterontwerpen aan de Koninklijke Academie van Beeldende Kunsten in Den Haag. Naar hem is de Gerrit Noordzij-prijs vernoemd. Deze prijs werd voor het eerst in 1996 aan Gerrit Noordzij overhandigd voor zijn verdiensten op het gebied van letterontwerpen en typografie en zijn inspirerende lessen aan studenten van de opleiding Grafische en Typografische Vormgeving tijdens zijn 30-jarige docentschap. De uitreiking vond plaats tijdens de internationale ATypI conferentie die door de KABK in 1996 voor de Association Typographique Internationale in Den Haag werd georganiseerd. Sindsdien zijn Fred Smeijers, Erik Spiekermann, Tobias Frere-Jones, Wim Crouwel, Karel Martens en Cyrus Highsmith met deze prijs onderscheiden.
In november 2011 ontving Noordzij de Laurens Janszoon Costerprijs, die tweejaarlijks wordt uitgereikt aan een persoon of instelling die zich verdienstelijk heeft gemaakt in de wereld van het boek.
Noordzij overleed op 90-jarige leeftijd op 17 maart 2022.

## Publicaties
- Zeis en sikkel - De kunst van het maaien
- The stroke of the pen
- Das Kind und die Schrift
- De streek
- De staart van de kat
- Theorie van het schrift
- Vergeetboek
- De handen van de zeven zusters

## Over Gerrit Noordzij
- Het primaat van de pen: een workshop letterontwerpen met Gerrit Noordzij / [samenst. Anno Fekkes ... et al.; red. en interviews Mathieu Lommen; beeldred. Bart de Haas ... et al.]. Den Haag, 2001.
- Dutch type / [compilation and text] Jan Middendorp; [ed. assistance and index: Catherine Dal ; English text ed. by: John Kirkpatrick]. Rotterdam, 2004.
- Gewone letters Gerrit’s early models, / [auteurs: Albert-Jan Pool, Frank Blokland, Aad van Dommelen, Huug Schipper, Petr van Blokland; initiatief: Geen Bitter, Uitgeverij de Buitenkant, Amsterdam, 2013, ISBN 978-94-90-9133-97

- Bibliothèque nationale de France: cb157983220 (data)
- Digitale Bibliotheek voor de Nederlandse Letteren: noor128
- Gemeinsame Normdatei: 111337496
- International Standard Name Identifier: 0000 0001 1511 8907
- Library of Congress Control Number: n86112252
- Nationale Bibliotheek van Tsjechië: mub2011626097
- Nederlandse Thesaurus van Auteursnamen: 068834659
- RKD-Nederlands Instituut voor Kunstgeschiedenis: 59887
- Système universitaire de documentation: 143444395
- Union List of Artist Names: 500116776
- Virtual International Authority File: 96546923
- WorldCat: E39PBJrRfm8k6jrGm3YMXDpwYP